# Pasco (província)
Pasco é uma província do Peru localizada na região de Pasco. Sua capital é a cidade de Cerro de Pasco.

## Distritos da província
- Chaupimarca
- Huachón
- Huariaca
- Huayllay
- Ninacaca
- Pallanchacra
- Paucartambo
- San Francisco de Asis de Yarusyacán
- Simón Bolivar
- Ticlacayán
- Tinyahuarco
- Vicco
- Yanacancha